# Robert Neumann (Badminton)
Robert Neumann (* 9. April 1967) ist ein deutscher Badmintonspieler.

## Karriere
Robert Neumann gewann nach fünf Nachwuchstiteln in Deutschland 1988 seine ersten großen internationalen Turniere bei den Erwachsenen. So siegte er im genannten Jahr unter anderem bei den  Czechoslovakian International, Austrian International und den Bitburger Open. 1989 war er erneut bei den Badminton Open Saarbrücken erfolgreich und wurde deutscher Vizemeister im Herrendoppel. 1990 erkämpfte er sich zwei Titel bei den Weltmeisterschaften der Studenten. 1991 gewann er noch einmal Silber bei den deutschen Einzelmeisterschaften gefolgt von viermal Bronze in den weiteren Jahren.

## Sportliche Erfolge
| Saison    | Veranstaltung                     | Disziplin    | Platz | Name                                                                   |
| --------- | --------------------------------- | ------------ | ----- | ---------------------------------------------------------------------- |
| 1982/1983 | Deutsche Einzelmeisterschaft U16  | Herrendoppel | 2     | Andreas Ruth (RW Wesel) / Robert Neumann (TV Ohligs)                   |
| 1984/1985 | Deutsche Einzelmeisterschaft U18  | Herrendoppel | 1     | Andreas Ruth / Robert Neumann (BV Wesel Rot-Weiss / Ohligser TV)       |
| 1984/1985 | Deutsche Einzelmeisterschaft U18  | Mixed        | 2     | Robert Neumann (TV Ohligs) / Nicole Baldewein (OSC Düsseldorf)         |
| 1986/1987 | Deutsche Einzelmeisterschaft U22  | Herreneinzel | 1     | Robert Neumann (TTC Brauweiler 1948)                                   |
| 1987/1988 | Deutsche Einzelmeisterschaft U22  | Herrendoppel | 1     | Robert Neumann / Stephan Kuhl (TTC Brauweiler 1948 / FC Langenfeld)    |
| 1988      | Badminton Open Saarbrücken        | Herrendoppel | 1     | Markus Keck / Robert Neumann                                           |
| 1988      | Austrian International            | Herrendoppel | 1     | Stephan Kuhl / Robert Neumann                                          |
| 1988      | Czechoslovakian International     | Herrendoppel | 1     | Stephan Kuhl / Robert Neumann                                          |
| 1988/1989 | Deutsche Einzelmeisterschaft      | Herrendoppel | 3     | Robert Neumann / Markus Keck (FC Langenfeld / Fortuna Regensburg)      |
| 1988/1989 | Deutsche Einzelmeisterschaft U22  | Herreneinzel | 1     | Robert Neumann (FC Langenfeld)                                         |
| 1988/1989 | Deutsche Einzelmeisterschaft U22  | Herrendoppel | 1     | Markus Keck / Robert Neumann (SV Fortuna Regensburg / FC Langenfeld)   |
| 1989      | Badminton Open Saarbrücken        | Herrendoppel | 1     | Stefan Frey / Robert Neumann                                           |
| 1989/1990 | Deutsche Einzelmeisterschaft      | Herrendoppel | 2     | Stefan Frey / Robert Neumann (FC Langenfeld / TV Mainz-Zahlbach)       |
| 1990      | Weltmeisterschaften der Studenten | Mixed        | 1     | Robert Neumann / Anne-Katrin Seid                                      |
| 1990      | Weltmeisterschaften der Studenten | Herrendoppel | 1     | Detlef Poste / Robert Neumann                                          |
| 1990/1991 | Deutsche Einzelmeisterschaft      | Herrendoppel | 2     | Stefan Frey / Robert Neumann (FC Langenfeld / TV Mainz-Zahlbach)       |
| 1991      | Austrian International            | Herrendoppel | 1     | Michael Keck / Robert Neumann (GER)                                    |
| 1991/1992 | Deutsche Einzelmeisterschaft      | Herrendoppel | 3     | Robert Neumann / Michael Keck (FC Langenfeld / Fortuna Regensburg)     |
| 1991/1992 | Deutsche Einzelmeisterschaft      | Herreneinzel | 3     | Robert Neumann (FC Langenfeld)                                         |
| 1992/1993 | Deutsche Einzelmeisterschaft      | Herrendoppel | 3     | Robert Neumann / Thomas Berger (FC Langenfeld / SSV Heiligenwald)      |
| 1993/1994 | Deutsche Einzelmeisterschaft      | Mixed        | 3     | Robert Neumann / Anne-Katrin Seid (FC Langenfeld / Fortuna Regensburg) |
| 1999/2000 | Deutsche Einzelmeisterschaft O32  | Mixed        | 1     | Robert Neumann / Nicole Baldewein (FC Langenfeld / Bottroper BG)       |
| 2000/2001 | Deutsche Einzelmeisterschaft O32  | Mixed        | 2     | Robert Neumann / Nicole Baldewein (FC Langenfeld / Bottroper BG)       |
| 2001/2002 | Deutsche Einzelmeisterschaft O32  | Mixed        | 3     | Robert Neumann / Kerstin Ubben (FC Langenfeld / VfL 93 Hamburg)        |
| 2002/2003 | Deutsche Einzelmeisterschaft O35  | Herrendoppel | 2     | Robert Neumann / Xu Yan Wang (FC Langenfeld)                           |
| 2003/2004 | Deutsche Einzelmeisterschaft O35  | Herrendoppel | 2     | Robert Neumann / Xu Yun Wang (FC Langenfeld)                           |